# لن دانکن
لِن دانکَن (انگلیسی: Len Duncan؛ زادهٔ ۲۵ ژوئیهٔ ۱۹۱۱ در بروکلین، نیویورک، درگذشتهٔ ۱ اوت ۱۹۹۸ در لنسدیل، پنسیلوانیا) رانندهٔ مسابقات اتومبیل‌رانی فرمول یک اهل ایالات متحده آمریکا بود که از فصل ۱۹۵۳ تا ۱۹۵۶ در مجموع در چهار گراند پری شرکت کرد، اما موفق به کسب هیچ امتیازی نشد.
دانکن در ۱ اوت ۱۹۹۸ در لنسدیل، پنسیلوانیا درگذشت.